# Bulletin de l'Institut fondamental d'Afrique noire
Le Bulletin de l'Institut fondamental d'Afrique noire (ou Bulletin de l'IFAN ou BIFAN) est une publication scientifique de référence pour l'Afrique subsaharienne, qui est éditée depuis 1966 par l'Institut fondamental d'Afrique noire (IFAN), une composante de l'Université Cheikh Anta Diop (UCAD) de Dakar (Sénégal). 

## Histoire
Le Bulletin de l'Institut fondamental d'Afrique noire a été créé le 10 décembre 1915 par le gouverneur général Clozel pour coordonner les recherches et les publications sur l’Afrique-Occidentale française (AOF), alors qu’un Comité d’études historiques et scientifiques de l’AOF (CEHSAOF) éditait déjà annuaires et mémoires. À partir de 1918, ces travaux paraissent régulièrement dans le Bulletin du Comité d’études historiques et scientifiques de l’AOF (BCEHSAOF). Le 1er janvier 1939, deux publications séparées sont créées, le Bulletin de l'IFAN et les Notes africaines.
En 1966 l'ancien Institut français d'Afrique noire change de nom pour devenir l'Institut fondamental d'Afrique noire, mais conserve le même sigle. Le Bulletin de l'IFAN garde également son nom.

## Thématiques
Le Bulletin de l'IFAN comporte deux séries, la série A est dédiée aux Sciences de la vie et de la terre, la série B est réservée aux Sciences humaines. Dans les deux cas il recueille des articles de recherche inédits.

## Périodicité
Sa publication est semestrielle.